# چینوندو ایهزوو
چینوندو ایهزوو (انگلیسی: Chinwendu Ihezuo؛ زادهٔ ۳۰ آوریل ۱۹۹۷) بازیکن فوتبال اهل نیجریه است.

وی همچنین در تیم‌های ملی فوتبال Nigeria women's national under-20 football team و زنان نیجریه بازی کرده‌است.